# Sabre de cavalerie modèle 1913 des États-Unis
L'épée de cavalerie modèle 1913, communément appelée le sabre de Patton, était une épée de cavalerie conçue pour l'armée américaine par le sous-lieutenant (et futur général) George S. Patton en 1913. Patton a suggéré le changement d'une épée incurvée et d'une technique de taille, à un style d'attaque d'estoc. Ceci à la suite de son entraînement intensif en France.
Il avait une grande poignée en forme de panier sur laquelle était montée une lame droite à double tranchant conçue pour être utilisée par la cavalerie légère. Bien qu'officiellement désigné comme un sabre, il n'est pas incurvé comme la majorité des modèles de sabre.
Cette lame, la dernière épée délivrée à la cavalerie américaine, n'a jamais été utilisée comme prévu. Au début de l'engagement américain dans la Première Guerre mondiale, plusieurs unités de cavalerie américaines armées de sabres ont été envoyées au front, mais elles furent maintenues en réserve. Les caractéristiques de la guerre avaient changé, faisant des troupes à cheval des proies faciles pour les troupes ennemies équipées de fusils Gewehr 98 et de mitrailleuses MG08. Les cavaliers utilisé au combat le faisaient à pied, comme l'infanterie à cheval, n'utilisant leurs chevaux que pour voyager.

## Histoire
Le sabre est traditionnellement l'arme de la cavalerie américaine ; le sabre de cavalerie de 1913 a remplacé le sabre de cavalerie légère modèle 1906, qui lui-même apportait quelques modifications sabre de cavalerie légère modèle 1860. Patton a conçu le sabre lorsqu'il était maître d'arme à la Mounted Service School ; contrairement aux modifications précédentes des sabres de cavalerie, le sabre de 1913 est une refonte complète.
Le premier article de Patton pour le célèbre Cavalry Journal est paru dans le numéro de mars 1913. 
À l'été 1913, à la suite de sa proposition de modification de l'épée, l' United States Army Ordnance Department autorise, Patton à retourner à l'École de cavalerie de Saumur. Ceci pour étudier à nouveau sous l'instruction de l'adjudant M. Cléry, maitre d'arme et professeur d'escrime. Patton a ensuite été affecté à la Mounted Service School de Fort Riley, Kansas, en tant qu'étudiant et "Maître de l'épée". C'est ici qu'il a écrit deux manuels d'entraînement au sabre monté et non monté, Saber Exercise 1914, et Diary of the Instructor in Swordsmanship. Le sabre original de Patton est exposé au General George Patton Museum de Fort. Knox, Kentucky.

## Design
La conception a été influencée par l'épée de cavalerie lourde française des guerres napoléoniennes ainsi que par la doctrine de la cavalerie française qui privilégie l'utilisation de l'estoc plutôt que la taille et est similaire aux épées de cavalerie britanniques de 1908 et 1912.
Le sabre modèle 1913 est doté d'une grande poignée en forme de panier sur laquelle est montée une lame droite à double tranchant conçue pour être utilisée par la cavalerie lourde. Il a été conçu conformément au système d'escrime de Patton, qui a été publié par le ministère de la Guerre sous le nom de Saber Exercise 1914, et qui mettait l'accent sur l'utilisation de l'estoc plutôt que de la taille.
On pensait à tort que sa conception avait influencé le sabre hongrois d'aujourd'hui, qui est utilisé dans l'escrime sportive, cependant, il n'y a aucun lien avec le sabre d'escrime moderne, qui s'est développé à partir des armes traditionnelles hongroises et italiennes et a été introduit en 1910. Une reproduction moderne mesure 44 pouces (110 cm) au total avec une lame de 35 pouces (89 cm) et pèse deux livres et demie (1,1 kg). La lame est droite et effilée, le tranchant fait toute la lame d'un coté et la moitié de sa longueur sur l'autre. Compte tenu du poids de l'ensemble garde et poignée, le point d’équilibre est beaucoup plus près de la main que les armes typiquement associées au nom "sabre de cavalerie"
- Il a une "cuvette" en acier bleui (certains étaient nickelés) et une poignée noire.
- Les fourreaux (trois variantes) sont en bois recouverts de cuir, puis recouverts de toile verte. Les accessoires sont en acier bleui. D'autres étaient en acier nickelé - "fourreaux de garnison"[8]
- Il était porté attaché à la selle du cheval plutôt qu'à la taille du cavalier